# Комарівка (Шосткинський район)
Комарі́вка — село в Україні, у Есманьській селищній громаді Шосткинського району Сумської області. Населення становить 6 осіб. До 2020 орган місцевого самоврядування — Уланівська сільська рада.

## Географія
Село Комарівка розташована на правому березі річки Клевень, вище за течією на відстані 1.5 км розташоване село Біла Береза, нижче за течією на відстані 3 км розташоване село Харківка.
Уздовж річки кілька торф'яних боліт. По річці проходить кордон з Росією.

## Історія
Поблизу села знайдено давньоруське поселення.
12 червня 2020 року, відповідно до розпорядження Кабінету Міністрів України № 723-р «Про визначення адміністративних центрів та затвердження територій територіальних громад Сумської області», село увійшло до складу Есманьської селищної громади.
19 липня 2020 року, в результаті адміністративно-територіальної реформи та ліквідації Глухівського району, село увійшло до складу новоутвореного Шосткинського району.

#### Російське вторгнення в Україну (з 2022)
24 січня 2024 року внаслідок обстрілів населеного пункту.загинули мешканці села Сатаніна Анна та Сатанін Микола.  
10 серпня 2024 року село зазнало ворожих російських атак. Як повідомили в оперативному командуванні «Північ» зафіксовано 2 вибухи, ймовірно КАБ.   

## Населення

### Мова
Розподіл населення за рідною мовою за даними перепису 2001 року:
| Мова       | Кількість | Відсоток |
| ---------- | --------- | -------- |
| російська  | 57        | 49.14%   |
| українська | 55        | 47.41%   |
| румунська  | 4         | 3.45%    |
| Усього     | 116       | 100%     |

## Економіка
- Молочно-товарна ферма.

## Відомі люди
- Александренко Іван Якович (1926–1945) — учасник Другої Світової війни, Герой Радянського Союзу.